# 上社城
上社城（かみやしろじょう）は、愛知県名古屋市名東区にあった日本の城（平城）。別名前山城。

## 現在の状況
加藤勘三郎の居城であったが、後に高針城に移ったため廃城となった。現在は観音寺や宅地になっており、遺構は残っていない。

## 所在地
- 愛知県名古屋市名東区上社3丁目